# Берёзовка (приток Енисея)
Берёзовка, в верховье Большая Берёзовка — река в Берёзовском и Манском районах Красноярского края, правый приток Енисея. Длина реки — 64 км, площадь водосборного бассейна — 600 км².
Река замерзает в октябре и остаётся под ледяным покровом до мая. Питание реки, в основном, за счёт атмосферных осадков, частично грунтовое, главные притоки ручьи Сухой и Быстрый, также — Каракушка, Малая Березовка, Ситик. Впадает в Енисей в посёлке Берёзовка, на расстоянии 2442 км от устья. По долинам Берёзовки и Ситика проходит трасса Транссибирской магистрали.

## Данные водного реестра
По данным государственного водного реестра России относится к Енисейскому бассейновому округу. Код водного объекта — 17010300512116100020957.